# Jefferson County (Alabama)
Das Jefferson County ist das bevölkerungsreichste County im US-Bundesstaat Alabama der Vereinigten Staaten. Der Verwaltungssitz (County Seat) ist Birmingham.
Am 9. November 2011 musste das County wegen einer Überschuldung von über drei Milliarden US-$ Konkurs auf der Grundlage von Chapter 9 anmelden. Es ist der bislang größte Fall eines Konkurses eines US-amerikanischen Bezirks, ausgelöst durch ein Finanzkonstrukt einer Bankengruppe, das ein neues Abwasser- und Kanalsystem finanzieren sollte.

## Geographie
Das County liegt nördlich des geographischen Zentrums von Alabama hat eine Fläche von 2911 Quadratkilometern, wovon 29 Quadratkilometer Wasserfläche sind. Es grenzt im Uhrzeigersinn an folgende Countys: Blount County, St. Clair County, Shelby County, Bibb County, Tuscaloosa County und Walker County.

## Geschichte
Die ersten weißen Siedler in der Gegend stammten aus North und South Carolina sowie Tennessee und Georgia. Frühe Orte entstanden in Bessemer, Blountsville, Carrollsville, Bethlehem, Greensville, Trussville und Elyton. Jefferson County wurde am 13. Dezember 1819 auf Beschluss der gesetzgebenden Versammlung des Alabama-Territoriums gebildet. Seine endgültigen Grenzen erhielt es im Jahr darauf. Teile Jeffersons gehörten zuvor zum Monroe County, andere waren ehemalige Siedlungsgebiete der Muskogee, die 1814 im Vertrag von Fort Jackson an die Vereinigten Staaten gefallen waren. Benannt wurde das County nach Thomas Jefferson, dem dritten Präsidenten Amerikas und einem der Gründerväter der Vereinigten Staaten. Der erste County Seat wurde Carrollsville, ab 1821 Elyton und seit 1873 ist dies Birmingham. Das heutige Courthouse, das aus Granit und Kalkstein erbaut wurde, steht seit 1931 und erfuhr 1964 eine Erweiterung.
In der zweiten Hälfte des 19. Jahrhunderts wurde Birmingham zum wichtigsten Industriestandort in Alabama. Führende Unternehmen waren unter anderem die Pratt Coal and Coke Company, die Sloss Furnace Company und die Tennessee Coal, Iron and Railroad Company, die vor allem Stahl, Steinkohle und Eisenerz weiterverarbeiteten. Bis 1915 erfuhr die wirtschaftliche Entwicklung durch den Bau eines Systems aus Staudämmen und Schleusen auf dem Tombigbee und Warrior River einen weiteren Schub. Bis heute ist Birmingham ein wichtiger Industriestandort Alabamas. Bedeutende Branchen im Dienstleistungssektor sind medizinische Forschung, Banken und Versicherungen.
Von den späten 1950er bis in die 1970er Jahre war Jefferson County ein zentraler Schauplatz im Kampf der Bürgerrechtsbewegung gegen Rassismus und Rassentrennung. So erinnert das Birmingham Civil Rights National Monument an die Birmingham campaign der Southern Christian Leadership Conference von 1963, die von Martin Luther King, Fred Shuttlesworth und Ralph Abernathy geführt wurde. Im gleichen Jahr verfasste King im Gefängnis von Birmingham seinen bekannt gewordenen offenen Brief Letter from Birmingham Jail. Ebenfalls 1963 fand in Birmingham der Marsch der Schulkinder statt, bei dem afroamerikanische Schüler gegen die Rassensegregation protestierten und mit Gewalt von Sheriff Bull Connor gestoppt wurden.

## Demographische Daten

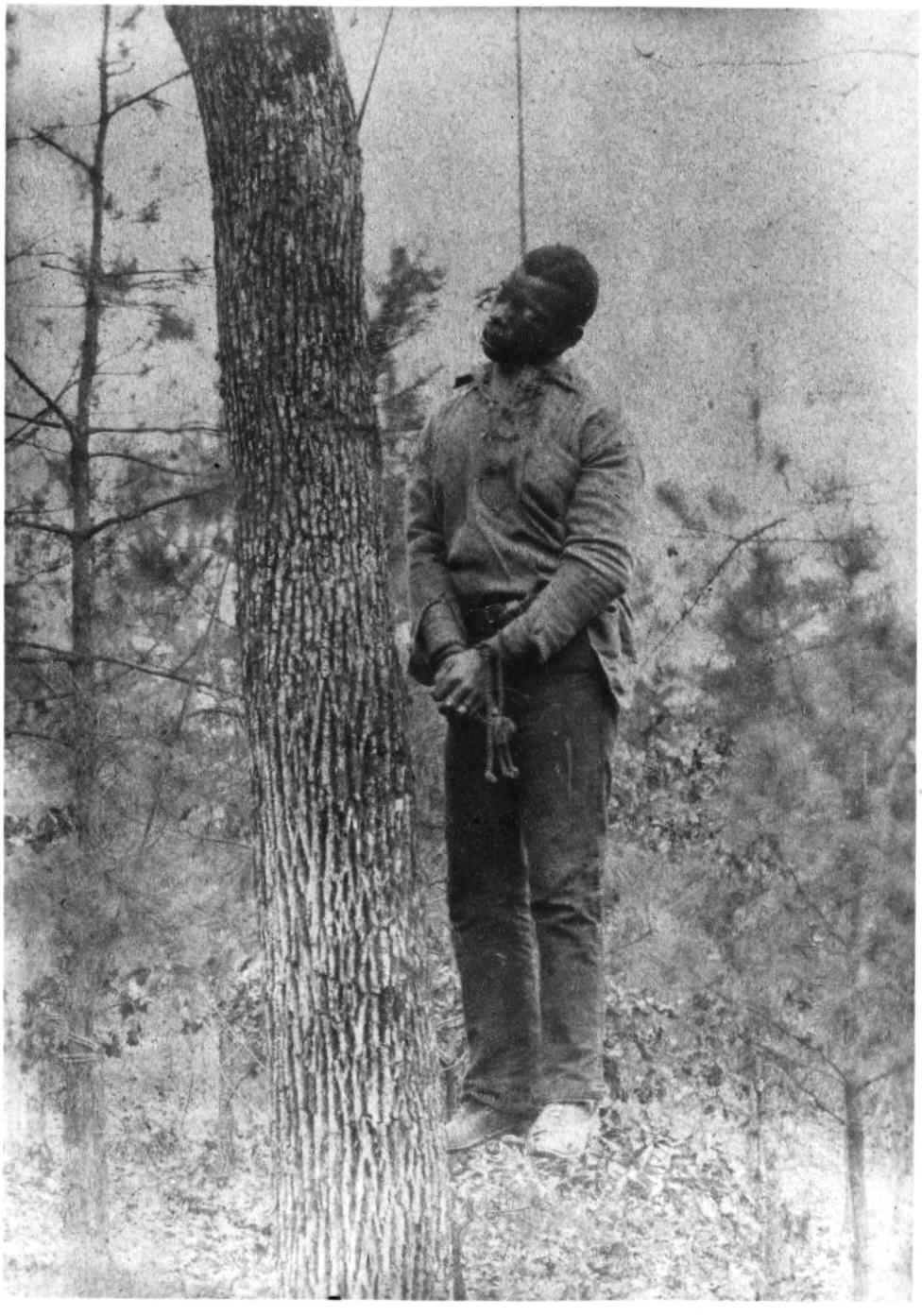
Pratt Mines, 15. Januar 1889 – Lynchjustiz an George Meadows im Jefferson County

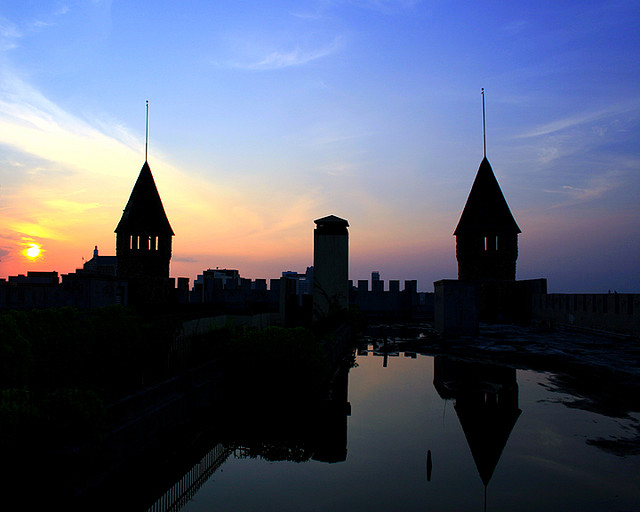
Quinlan Castle in Birmingham, gelistet im NRHP Nr. 84000632

Nach der Volkszählung im Jahr 2000 lebten im Jefferson County 662.047 Menschen. Davon wohnten 16.113 Personen in Sammelunterkünften, die anderen Einwohner lebten in 263.265 Haushalten und 175.861 Familien. Die Bevölkerungsdichte betrug 230 Einwohner pro Quadratkilometer. Nach Rassen betrachtet setzte sich die Bevölkerung zusammen aus 58,1 % Weißen, 39,36 % Afroamerikanern, 0,21 % amerikanischen Ureinwohnern, 0,9 % Asiaten, 0,03 % pazifischen Insulanern und 0,59 Prozent aus anderen Rassen. 0,8 Prozent stammten von zwei oder mehr Rassen ab. 1,55 % der Bevölkerung waren Hispanics oder Latinos, unabhängig von der Rasse.
Von den 263.265 Haushalten hatten 30,8 Prozent Kinder und Jugendliche unter 18 Jahren, die bei ihnen lebten. In 46,1 Prozent lebten verheiratete, zusammen lebende Paare, 17,2 Prozent waren allein erziehende Mütter, 33,2 Prozent waren keine Familien, 28,7 Prozent aller Haushalte waren Singlehaushalte und in 9,9 Prozent lebten Menschen im Alter von 65 Jahren oder darüber. Die Durchschnittshaushaltsgröße betrug 2,45 und die durchschnittliche Familiengröße betrug 3,04 Personen.
24,8 Prozent der Bevölkerung waren unter 18 Jahre alt, 9,6 Prozent zwischen 18 und 24, 29,7 Prozent zwischen 25 und 44, 22,3 Prozent zwischen 45 und 64 und 13,6 Prozent waren 65 Jahre oder älter. Das Durchschnittsalter betrug 36 Jahre. Auf 100 weibliche Personen kamen 89,2 männliche Personen und auf Frauen im Alter von 18 Jahren und darüber kamen 84,5 Männer.

Das jährliche Durchschnittseinkommen eines Haushalts betrug 36.868 US-Dollar, das Durchschnittseinkommen einer Familie 45.951 US-Dollar. Männer hatten ein Durchschnittseinkommen von 35.954 US-Dollar, Frauen 26.631 US-Dollar. Das Prokopfeinkommen betrug 20.892 US-Dollar. 11,6 Prozent der Familien und 14,8 Prozent der Einwohner lebten unterhalb der Armutsgrenze.
Im November 2011 wurde bekannt, dass der County zahlungsunfähig ist, da er sich an der Sanierung des Abwassersystems überhoben hatte. Ein Rettungsplan, bei dem Gläubiger auf eine Milliarde Dollar verzichten sollten, war am Widerstand des örtlichen Gemeinderats gescheitert.

## Kultur und Sehenswürdigkeiten

### Bauwerke
In der 29th Avenue North auf den Nummern 3233, 3232, und 3236 steht die historische Parsonage Bethel Baptist Church and Guardhouse. Die Kirche mit ihren zwei Nebengebäuden wurde am 5. April 2005 vom National Register of Historic Places mit der Nummer 05000455 aufgenommen.

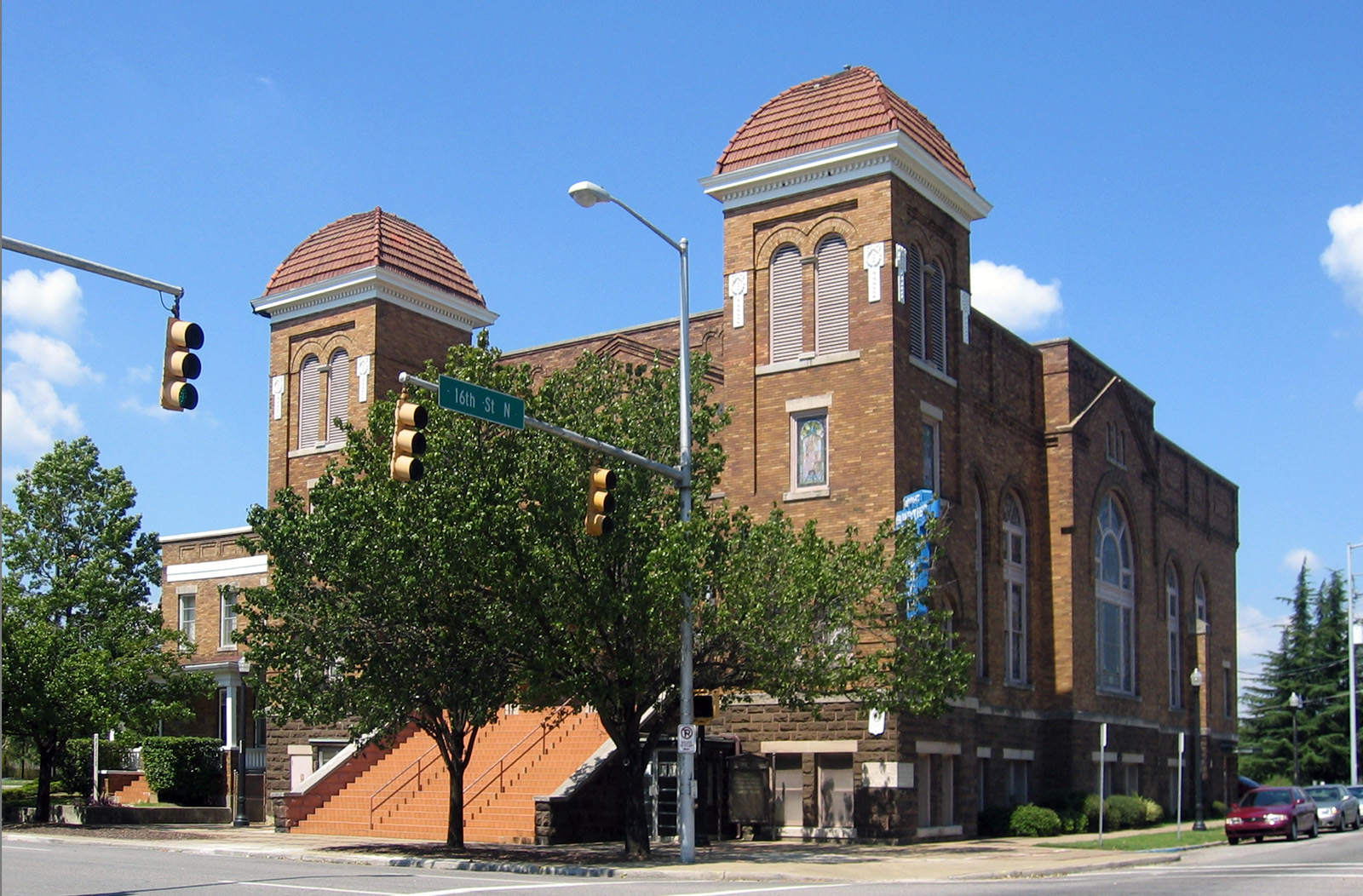
Die Sixteenth Street Baptist Church (2005) hat seit Februar 2006 den Status eines National Historic Landmarks.

Insgesamt sind 171 Bauwerke und Stätten im County im National Register of Historic Places („Nationales Verzeichnis historischer Orte“; NRHP) eingetragen (Stand 29. Mai 2021), wobei die Bethel Baptist Church, Parsonage and Guardhouse, die Sixteenth Street Baptist Church und die Sloss Blast Furnace Site den Status eines National Historic Landmarks („Nationales historisches Wahrzeichen“) haben.

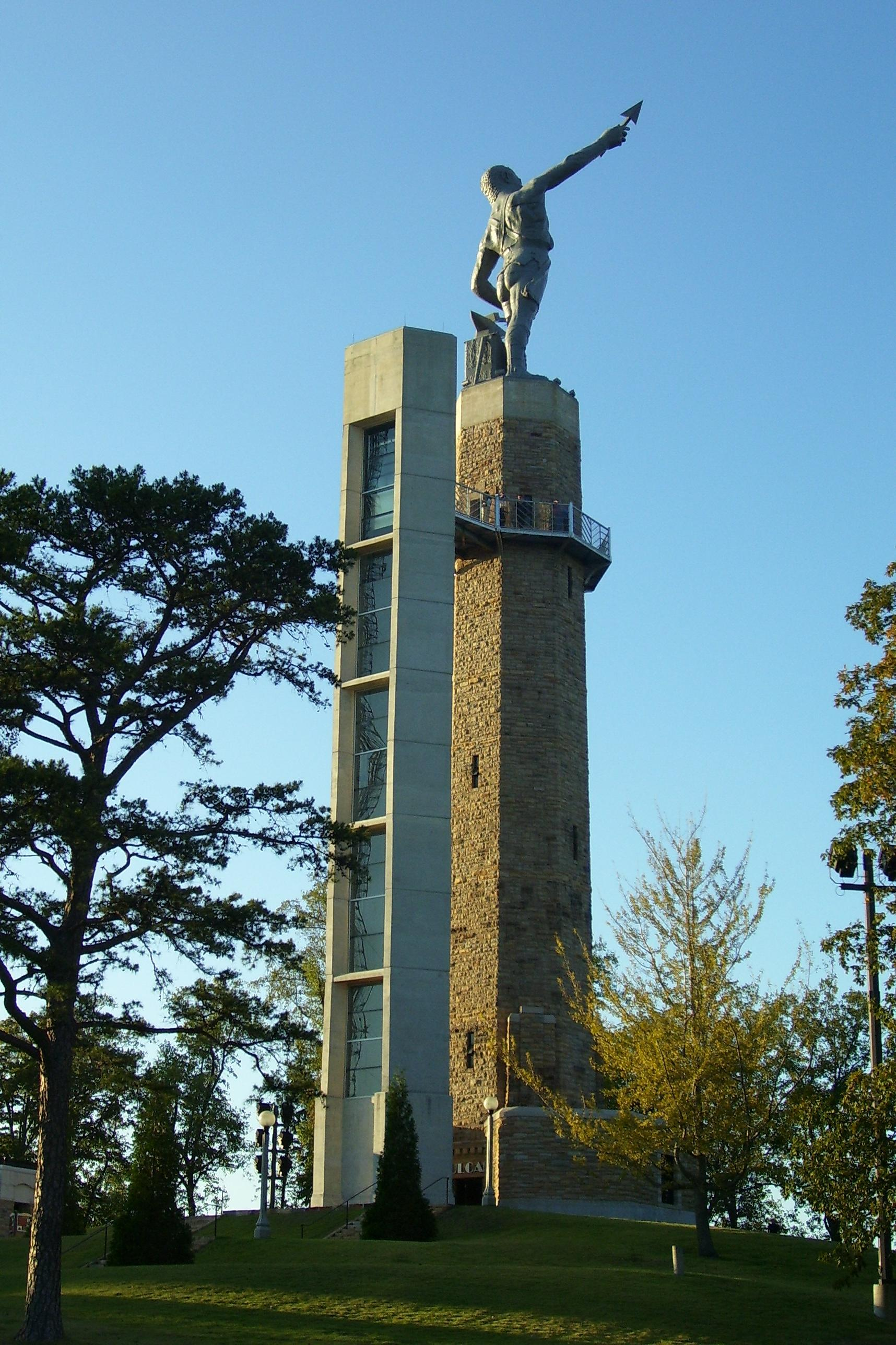
Vulcanus-Statue (2006)

Die Sixteenth Street Baptist Church erlangte im September 1963 traurige Bekanntheit, als dort ein rassistisch motivierter Bombenanschlag vier afroamerikanische Mädchen tötete. Auf dem die Stadt überblickenden Red Mountain steht eine knapp 17 m hohe Vulcanus-Statue von Giuseppe Moretti. Sie ist weltweit die größte aus Gusseisen gefertigte Skulptur.

### Parks

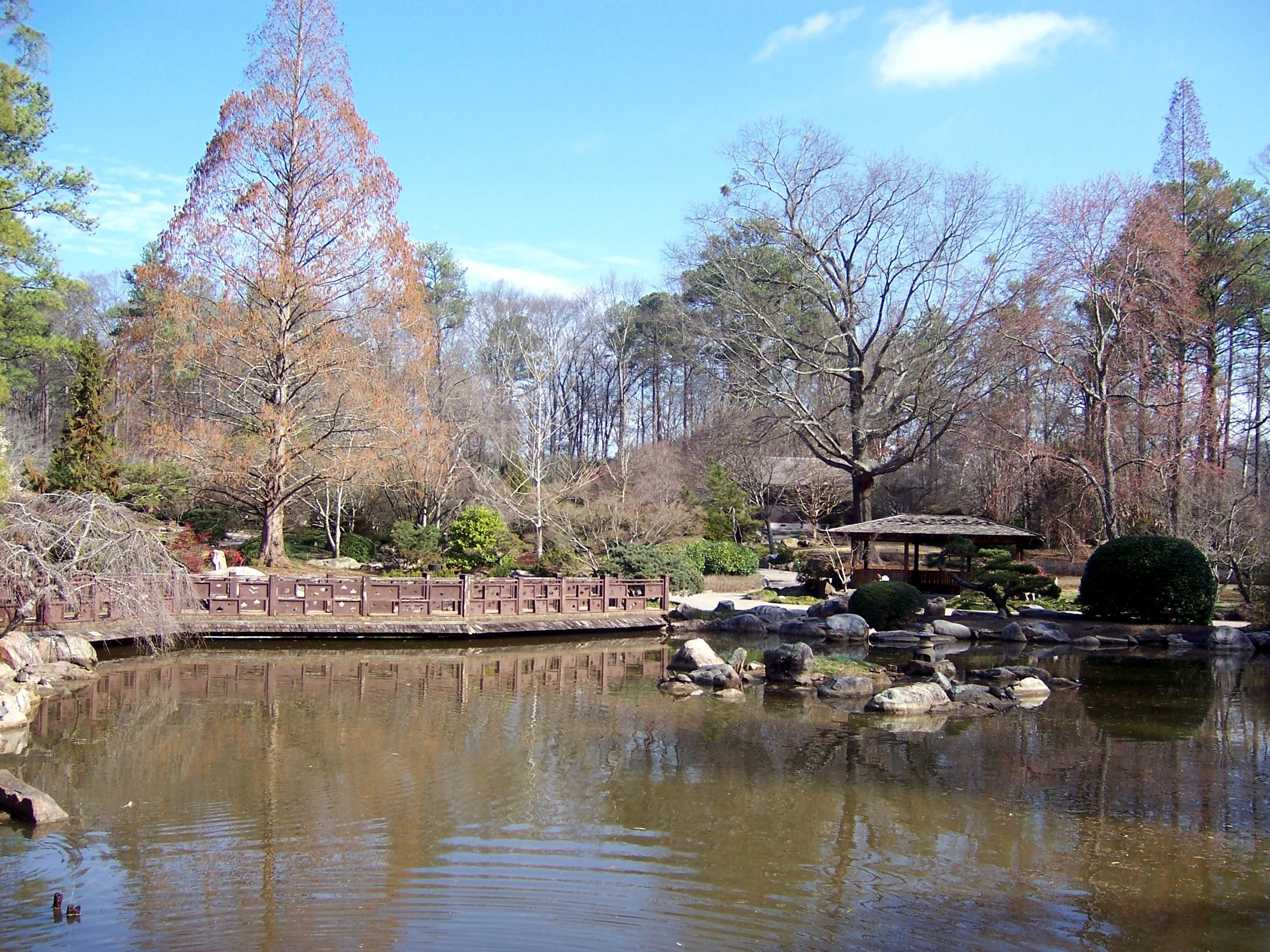
Der Long Life Lake im Birmingham Botanical Garden

In Birmingham befindet sich der Birmingham Botanical Garden, ein botanischer Garten mit einer Fläche von 273.000 m².
Ein weiterer botanischer Garten befindet sich in Hoover, es sind dies die Aldridge Botanical Gardens mit einer Fläche von 121.000 m².

## Orte im Jefferson County
- Acipcoville
- Acton
- Adamsville
- Airport Highlands
- Alden
- Altamont Park
- Alton
- Argo
- Avalon Park
- Avon Park
- Avondale
- Ayres
- Bagley
- Barnisdale Forest
- Bartonville
- Bay View
- Bel Air
- Belle Haven
- Beltona
- Belwood
- Bendale
- Bentley Hills
- Berkley Hills
- Berney Points
- Bessemer
- Bessemer Gardens
- Bessemer Homestead
- Bessemer Junction
- Bessie
- Bessie Junction
- Beverly Station
- Birmingham
- Biscayne Highlands
- Black Creek
- Black Diamond
- Blossburg
- Blue Creek
- Blue Creek Junction
- Blue Ridge Estates
- Bluff Park
- Bon-Air
- Booker Heights
- Boyles Highlands
- Brentwood Hills
- Brickyard Junction
- Bridlewood Forest Estates
- Brighton
- Brookhurst
- Brooklane Place
- Brookside
- Brownville
- Buena Vista Highlands
- Bush
- Cahaba Crest
- Cahaba Heights
- Cahaba Hills
- Camp Horne
- Cardiff
- Center Point
- Center Point Gardens
- Centercrest
- Centerwood Estates
- Central Highlands
- Central Park Highlands
- Chalkville
- Chapel Hill
- Cherokee Forest
- Chetopa
- Chinn
- Clay
- Cloverdale
- Coalburg
- Coaldale
- Collins
- Columbus
- Concord
- Corner
- Cottage Hill
- Country Club Highlands
- Country Estates
- County Line
- Crescent Heights
- Crestline Gardens
- Crestline Heights
- Crestline Park
- Crestview Hills
- Crockard Junction
- Crosston
- Crumley Chapel
- Daisey City
- Danville
- Docena
- Dolomite
- Dolonar
- Dolonar Junction
- Douglasville
- Duncan
- East Birmingham
- East Boyles
- East Brighton
- East Haven
- East Irondale
- East Lake
- East Thomas
- East Thomas Gardens
- Eastern Valley
- Eastwood
- Edgemont
- Edgemont Park
- Edgemoor Estates
- Edgewater
- Edgewater Junction
- Edgewood
- Elyton
- English Village
- Ensley
- Ensley Junction
- Euclid Estates
- Exum
- Ezra
- Fairfield
- Fairfield Highlands
- Fairfield Village
- Falls Junction
- Fernwood Estates
- Fieldstown
- Five Points East
- Five Points South
- Flat Creek
- Flat Top
- Flint Hill
- Forest Acres
- Forest Hills
- Forest Park
- Forestdale
- Fountain Heights
- Frances Heights
- Franklin Gardens
- Fulton Springs
- Fultondale
- Gardendale
- Garywood
- Gate City
- Genery
- Germania
- Gilmore
- Glasgow
- Glen Hills
- Glen Oaks
- Glencoe
- Glendale
- Glenview
- Godwin Estates
- Gordon Heights
- Grants Mill
- Grasselli
- Graymont
- Grayson Valley
- Graysville
- Green Acres
- Greenwood
- Grove Park
- Harlem Heights
- Harriman Park
- Hayes Highland
- Hickory Grove
- Hillman
- Hillman Gardens
- Hillman Park
- Hilltop
- Hillview
- Hobson
- Holiday Gardens
- Holiday Park Estates
- Hollywood
- Homewood
- Hooper City
- Hoover
- Hopewell
- Hudson Gardens
- Hudson Grove
- Hueytown
- Hueytown Crest
- Huffman
- Huffman Gardens
- Humoro
- Hyde Park
- Industrial City
- Ingle Terrace
- Inglenook
- Interurban Heights
- Irondale
- Ishkooda
- Ivanhoe
- Jefferson Hills
- Jefferson Park
- Jet
- Jones Valley
- Jonesboro
- Ketona
- Kilgore
- Killough Springs
- Kimberly
- Kimbrell
- Kingston
- Kingsway Terrace
- Labuco
- Laceys Chapel
- Lake Drive Estates
- Lake Highlands
- Lake Shore Estates
- Lakeview Estates
- Lakeview Park
- Lakewood
- Lakewood Estate
- Lakewood Hills
- Larkwood
- Lawsontown
- Leeds
- Lewisburg
- Liberty Highlands
- Linn Crossing
- Linton
- Lipscomb
- Little Shoal
- Littleton
- Lola City
- Loveless Park
- Lovick
- Lowetown
- Lynn Acres
- Madison
- Magnolia Courts
- Majestic
- Maplewood
- Marks Village
- Martins
- Mason City
- Masseyline
- Maxine
- Mayfair
- Maytown
- McAdory
- McCalla
- McCombs
- McDonald Chapel
- Meadowood Heights
- Media
- Midfield
- Minor
- Monmouth
- Monte-Sano
- Moore Corner
- Morgan
- Morningside
- Morris
- Mount Olive
- Mountain Brook
- Mountain Brook Village
- Mountain Park
- Mountaindale
- Mud Creek
- Mulga
- Mulga Mine
- Muscoda
- Nelson Heights
- New Castle
- New Hill
- Norris Junction
- North Birmingham
- North Highlands
- North Johns
- North Lake Park
- Norwood
- Oak Crossing
- Oak Grove
- Oak Grove Estates
- Oak Hills
- Oak Lawn
- Oak Park
- Oak Ridge Park
- Oakhurst
- Oakville
- Oakwood
- Old Jonesboro
- Overton
- Owenton
- Oxmoor
- Palmerdale
- Palos
- Park Courts
- Park Place
- Parker Heights
- Parkwood
- Partridge Crossroads
- Patton Chapel
- Pauls Hill
- Penfield Heights
- Petes Crossroads
- Phillips Estates
- Phoenixville
- Pine Crest
- Pineview
- Pinkney City
- Pinson
- Plain View
- Pleasant Grove
- Pleasant Grove Estates
- Pleasant Hill
- Port Birmingham
- Porter
- Powderly
- Powderly Hills
- Powhatan
- Praco
- Pratt City
- Queenstown
- Quintown
- Raimund
- Red Wine
- Redmont Park
- Republic
- Rice
- Robbins Crossroads
- Robinwood
- Rock Creek
- Rockdale
- Rocky Ridge
- Roebuck
- Roebuck Crest Estates
- Roebuck Forest
- Roebuck Gardens
- Roebuck Park
- Roebuck Plaza
- Roebuck Springs
- Roebuck Terrace
- Roosevelt
- Roosevelt-Cairo Village
- Roper
- Rose Hill
- Rosedale
- Rosemont
- Ruffner
- Russell Heights
- Rutledge Springs
- Sandusky
- Sayre
- Sayreton
- Scott City
- Self Creek
- Seloca
- Shades Cliff
- Shady Brook
- Shady Grove
- Shadywood
- Shannon
- Sherman Heights
- Short Creek
- Skyview
- Smithfield
- Smithson
- Snowtown
- South Highlands
- Southwood
- Spaulding
- Spring Lake Estates
- Springdale
- Springdale
- Sueann
- Summit Farm
- Sumter
- Sun Valley
- Sylvan Springs
- Tarpley
- Tarrant
- Tarrant Heights
- Thomas
- Thomas Acres
- Toadvine
- Trafford
- Trotwood Park
- Trussville
- Union Grove
- Upper Coalburg
- Valhalla
- Valley Creek
- Vanderbilt
- Vestavia Hills
- Village Creek
- Village Springs
- Vineland Park
- Vines Mill
- Virginia
- Vulcan
- Vulcan City
- Wahouma
- Walker Chapel
- Walnut Grove
- Ware
- Warrior
- Washington Heights
- Watson
- Weems
- Weller
- Wenonah
- West End
- West Ensley
- West Fairfield
- West Highlands
- West Jefferson
- West Lake Highlands
- West Sayre
- Westfield
- Westwood
- Wheeling Crossroad
- Wilkes
- Windsor Highlands
- Winnetka
- Woodaire Estates
- Woodcrest
- Woodlawn
- Woodlawn Heights
- Woodmont
- Woodward
- Woodward Junction
- Wylam
- Zion City
- Zion Heights